# Pascal Peyramaure
Pascal Peyramaure, né le 3 mai 1966 à Juillac,, est un coureur cycliste français, actif des années 1980 à 2000. Ancien professionnel, il fut également l'un des meilleurs cyclistes amateurs en France.

## Biographie
Pascal Peyramaure est originaire de Juillac, une commune rurale située en Corrèze. Il commence le cyclisme durant sa jeunesse à l'UC Brive. Rapidement, il s'illustre dans les catégories de jeunes en étant l'un des meilleurs cyclistes limousins. Il devient double champion régional chez les juniors (moins de 19 ans). 
Lors de la saison 1987, il termine notamment deuxième du Tour de Corrèze, tout en ayant gagné une étape. Il passe finalement professionnel en 1988 au sein de la formation Z-Peugeot, après y avoir été stagiaire. Décrit comme un coureur complet, il réalise des débuts étincelants en remportant une étape et le classement général du Tour du Poitou-Charentes. Il s'impose également sur une étape du Tour de la Communauté européenne. L'année suivante, il se classe deuxième d'une étape du Trophée Joaquim-Agostinho, derrière son coéquipier Kim Andersen. Il n'est toutefois pas conservé pas les dirigeants de Z-Peugeot. Pascal Peyramaure intègre alors la petite équipe suisse Mosoca-Galli-Eurocar en 1990. 
À partir de 1992, il redescend chez les amateurs au CA Mantes-la-Ville. Il continue ensuite sa carrière au CRC Limousin, au CC Nogent-sur-Oise, au CC Châtillon puis au VS Chartres. Durant cette période, il se distingue en obtenant de nombreuses victoires et places d'honneur. Il remporte entre autres les Trois Jours de Cherbourg, le Tour de la Creuse, le Tour de Gironde ou encore le Tour du Tarn-et-Garonne. Il met un terme à sa carrière en 2002 ou 2003.

## Palmarès
| - 1983 - Champion du Limousin sur route juniors - Challenge de la Corrèze juniors : - Classement général - 1re et 2e étapes - 3e du championnat de France des sapeurs-pompiers - 1984 - Champion de France des sapeurs-pompiers - Champion du Limousin sur route juniors - Trophée du Cher : - Classement général - 1re étape - 1985 - Champion de France des sapeurs-pompiers - Route Limousine : - Classement général - 2e étape - 1986 - Champion du Limousin des sociétés - 3e étape des Boucles de la Haute-Vienne - 1987 - Trophée du Centre - 2e étape du Tour de Corrèze - 4ea étape du Tour du Roussillon - Tour du Canton de Gentioux - 2e du Tour de Corrèze - 3e du Grand Prix Pierre-Pinel - 3e du Circuit du Cantal - 1988 - Tour du Poitou-Charentes : - Classement général - 4e étape - 4e étape du Tour de la Communauté européenne - 1992 - Tour du Canton de Gentioux - Grand Prix de la Trinité - 1993 - 4e étape des Boucles de la Haute-Vienne - 1re étape du Tour de Tarn-et-Garonne - 4e étape des Trois Jours de Cherbourg - Prix Albert-Gagnet - Boucles d'Allassac - 2e du Tour de Tarn-et-Garonne - 2e du Bol d'Or amateurs - 2e du championnat d'Île-de-France sur route - 3e du Circuit boussaquin - 3e du championnat de France sur route amateurs - 3e du Grand Prix de la Trinité - 3e du Trophée des Châteaux aux Milandes - 1994 - Trois Jours de Cherbourg - 1995 - Tour du Canton de Gentioux - Bol d'Or amateurs - Flèche Charente Limousine - Trophée de la Creuse - 2e du Grand Prix d'Oradour-sur-Vayres - 3e du championnat d'Île-de-France sur route | - 1996 - 1re étape des Quatre Jours de l'Aisne - Tour de la Creuse - Grand Prix Gabriel Dubois - 2e de Paris-Mantes - 1997 - Champion du Limousin sur route - 2e étape du Tour de Corrèze - 1re étape de la Flèche Charente-Limousine - 4e étape de la Ronde de l'Oise - 1re étape du Tour de la Dordogne - Trophée de la Creuse - Tour du Canton de Bretenoux - Critérium de Terrebourg - Boucles d'Allassac - 2e de la Flèche Charente-Limousine - 2e du Trophée des Châteaux aux Milandes - 3e du Circuit des Monts du Livradois - 3e de la Ronde de l'Oise - 3e du Tour de la Dordogne - 3e du Grand Prix d'Oradour-sur-Vayres - 1998 - La Felletinoise - Boucles d'Allassac - 2e du Grand Prix de Puy-l'Évêque - 3e du Tour de Corrèze - 3e de la Ronde de l'Oise - 3e de Paris-Barentin - 3e du Grand Prix de Lignac - 1999 - Boucles du Causse Corrézien - Tour de la Creuse : - Classement général - 2e étape - Critérium de La Machine - Grand Prix de Chardonnay - Poly Sénonaise - 2e de Bourg-Hauteville-Bourg - 2e du Tour du Pays Roannais - 2e du Grand Prix de Cours-la-Ville - 3e du Circuit des Deux Ponts - 2000 - Tour de Gironde : - Classement général - 1re étape - 2001 - Circuit boussaquin - Tour du Tarn-et-Garonne - Critérium de La Machine - 2e du Circuit des Deux Ponts - 2e du Grand Prix de Saint-Symphorien-sur-Coise - 3e du Bol d'Or amateurs - 2002 - Boucles d'Allassac - 2e du Grand Prix de Lignac - 2e du Critérium de La Machine |  |